# Christian Karembeu
Christian Karembeu (Lifou, Nieuw-Caledonië, 3 december 1970) is een voormalig Franse profvoetballer. Hij zette op 13 oktober 2005 een punt achter zijn sportieve loopbaan. In 1995 en 1998 werd Karembeu verkozen tot Oceanisch Voetballer van het Jaar. De laatste club waarvoor de middenvelder speelde was SC Bastia, waar hij op huurbasis speelde via het Zwitserse Servette. Met SC Bastia degradeerde Karembeu naar de Ligue 2 en verliet hij de club.

## Carrière
Karembeu speelde in zijn jeugd voor FC Naitcha uit Nouméa en vertrok op zijn zeventiende naar Frankrijk voor zijn studie en voetbal. Voor zijn overstap naar Servette speelde Karembeu voor FC Nantes (1990-1995), Sampdoria (1995-1997), Real Madrid (1997-2000), Middlesbrough (2000-2001) en Olympiakos Piraeus (2001-2004). Met Real Madrid won hij in zowel 1998 als 2000 de UEFA Champions League.
Omdat hij geboren werd in het Franse territorium Nieuw-Caledonië kon hij uitkomen voor het Frans voetbalelftal, waarmee hij in 1998 het WK voetbal won. In 2001 won hij met zijn land de Confederations Cup. Twee jaar na het behalen van de wereldtitel speelde hij slechts één wedstrijd tijdens het EK 2000, maar mocht hij zich behalve wereldkampioen ook Europees kampioen noemen. Hij speelde in zijn carrière 53 interlands.
Karembeu heeft de UEFA-managmentopleiding Executive Master for International Players (MIP) gedaan.

## Erelijst
Als speler
 Nantes
- Division 1: 1994/95

 Real Madrid
- UEFA Champions League: 1997/98, 1999/00

 Olympiakos Piraeus
- Alpha Ethniki: 2001/02, 2002/03

 Frankrijk
- FIFA WK: 1998
- UEFA EK: 2000
- FIFA Confederations Cup: 2001

Persoonlijk
- Oceanisch Voetballer van het Jaar: 1995, 1998
- Trophées UNFP du football: 2011
- Chevalier of the Légion d'honneur: 1998

## Trivia
- Karembeu heeft altijd geweigerd het Franse volkslied "La Marseillaise" mee te zingen ten tijde dat hij op het veld stond. De reden hiervoor was dat twee ooms van hem in 1931 zeer slecht waren behandeld door de Franse regering. Hij vond dit respectloos en besloot daarom zijn mond te houden tijdens het volkslied.
- Karembeu was getrouwd met het Slowaakse model Adriana Karembeu die hij ooit tijdens een vlucht in een vliegtuig leerde kennen.